# Semiothisa arhoparia
Semiothisa arhoparia là một loài bướm đêm trong họ Geometridae.